# Hermann Boehm (almirante)
Hermann Boehm (18 de enero de 1884, Rybnik, Alta Silesia-11 de abril de 1972, Kiel) fue un oficial alemán, que alcanzó el empleo de almirante general en la Segunda Guerra Mundial.

## Carrera militar

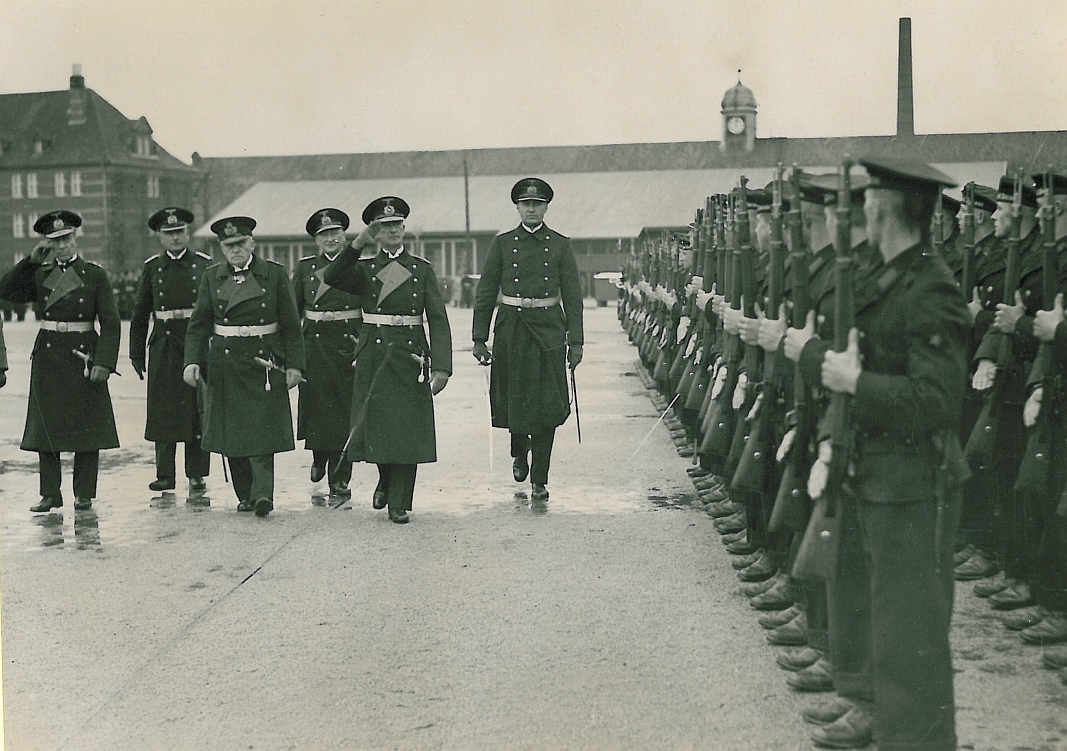
Celebración del 50 aniversario del arma de los torpederos en 1937 en Wilhelmshaven – a la izquierda el almirante Tillessen, en el medio el almirante von Trotha y a la derecha el almirante al mando, Boehm

Boehm ingresó el 1 de abril de 1903 como guardiamarina en la Marina imperial alemana y cursó su formación inicial en el buque escuela SMS Stein. Durante la Primera Guerra Mundial, con el empleo de teniente de navío (Kapitänleutnant), desde el 19 de septiembre de 1914, Boehm fue comandante de varios buques torpederos. Durante la batalla de Jutlandia estuvo al mando del torpedero G 41 y en 1917 el V 69. En 1919 fue licenciado, pero en 1920 reingresó en la Reichsmarine, donde fue empleado hasta 1933 principalmente en tareas de estado mayor.
El 3 de noviembre de 1933 Boehm fue nombrado por un año comandante del navío de línea Hessen, hasta su ascenso en otoño de 1934 a contraalmirante y el consiguiente nombramiento como jefe de las Fuerzas de Exploración. Compatibilizó este mando con el de las fuerzas navales alemanas ante las costas españolas en la fase inicial de la guerra civil española, desde el 25 de agosto de 1936 hasta el 3 de agosto de 1937. El 1 de abril de 1937 Boehm fue ascendido a vicealmirante y nombrado comandante, como almirante en funciones, de la Estación Naval del Mar del Norte. A principios de 1938 fue ascendido a almirante y en noviembre del mismo año a jefe de flota.
Poco después de la invasión alemana de Polonia, Boehm fue relevado de su mando y pasó varios meses sin destino. Tras la ocupación de Noruega en abril de 1940 (Operación Weserübung), el 10 de abril de 1940 fue nombrado almirante comandante de Noruega y el 1 de abril de 1941 ascendido a almirante general.
A principios de marzo de 1943, Boehm fue trasladado de Noruega y el 31 de mayo de 1943 relevado oficialmente, quedando desde el 1 de junio de 1943 a disposición en la reserva de la Kriegsmarine. Entre el 1 de marzo de 1944 y el 31 de marzo de 1945 fue jefe de la Inspección de Enseñanza de la Kriegsmarine y después fue definitivamente relevado del servicio militar.

## Proceso de Núremberg
Cuando se presentaron las acusaciones contra los principales criminales de guerra en Núremberg en septiembre de 1945, Boehm vivía en su casa en Marutendorf, hoy parte de Achterwehr, en el distrito de Rendsburg-Eckernförde. Boehm había sido uno de los jefes militares de la Wehrmacht que estuvieron presentes cuando Hitler dirigió su discurso ante los comandantes militares el 22 de agosto de 1939 en el Obersalzberg. El contenido de ese discurso jugó un relevante papel en la acusación contra el Gran Almirante Eric Raeder, entonces jefe de la Kriegsmarine. Acerca de ese discurso incriminatorio, existía un protocolo, que sin embargo no se escribió en ese momento, sino después, y que fue presentado por la acusación, pero más tarde calificado como no oficial. El único documento presentado y reconocido ante el Tribunal como fiable, fue un manuscrito que el almirante general Boehm redactó en la tarde del mismo día del discurso de Hitler. El papel fue entregado al Dr. Walter Siemers, defensor del Gran Almirante Raeder, por Boehm, quien al mismo tiempo ofreció presentarse como testigo. En las actas del proceso, se incluyó ese papel como Raeder Exhibit 27.

## Condecoraciones
- Cruz de Hierro (1914) de 2.ª y de 1.ª Clase
- Cruz de Caballero de la Orden de Hohenzollern con Espadas
- Cruz de Friedrich-August-Kreuz de 2.ª y 1.ª Clase
- Medalla de herido (1918) con distintivo negro
- Medalla de la Campaña (España)
- Cruz española
- Premio al largo servicio en la Wehrmacht, Clases 4.ª a 1.ª
- Medalla en recuerdo del 13 de marzo de 1938
- Broche de la Cruz de Hierro de 2.ª y 1.ª Clase
- Cruz Alemana de oro el 20 de noviembre de 1941